# جائزة بوشكين

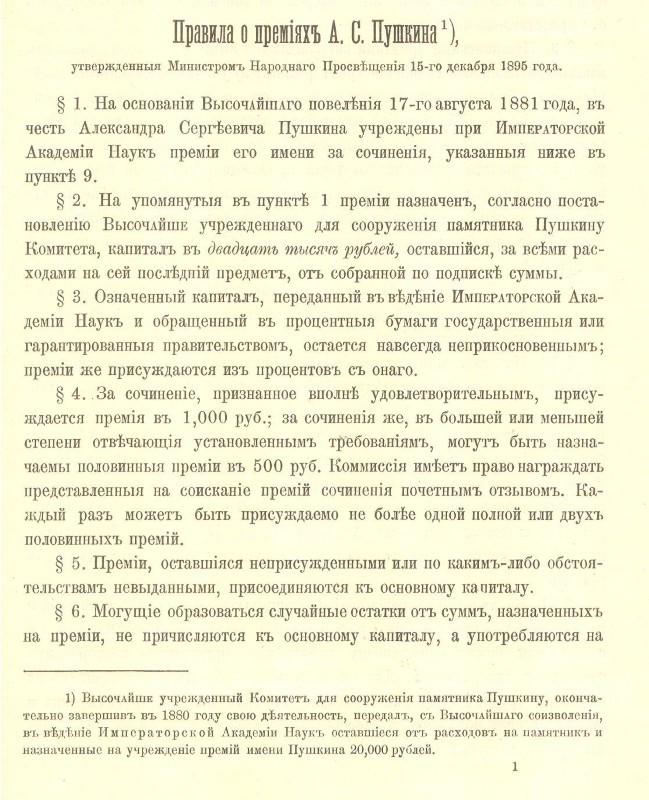

جائزة بوشكين (بالروسية: Пушкинская премия) هي جائزة سُنت لأول مرة عام 1881 من الأكاديمية الروسية للعلوم تكريما لألكسندر بوشكين (1799 – 1837) واحدا من أكبر الشعراء الروس. وقد مُنحت الجائزة إلى الروس الذين حققوا أعلى مستوى من التميز الأدبي. وتمنح أيضا لغير الروس ممن أسهموا في تعريف العالم بالأدب الروسي ومن الشخصيات العربية التي نالتها الدكتور أبو بكر يوسف عام 2012.[بحاجة لمصدر]